# Anton Günther I van Schwarzburg-Sondershausen
Anton Günther I (Ebeleben, 9 januari 1620 - Sondershausen, 19 augustus 1666) was van 1642 tot zijn dood graaf van Schwarzburg-Sondershausen.

## Biografie
Anton Günther I was een zoon van graaf Christiaan Günther I en Anna Sibylla van Schwarzburg-Rudolstadt. Hij groeide op in Ebeleben, dat zijn vader als residentie had uitgekozen. Onder andere vanwege de Dertigjarige Oorlog, die in 1618 was uitgebroken, hadden zijn vader en diens broers het graafschap Schwarzburg-Sondershausen niet onder elkaar verdeeld, maar voerden ze een gemeenschappelijke regering.
Christiaan Günther I overleed in 1642. Anton Günther en zijn broers, Christiaan Günther II en Lodewijk Günther II, volgden hem gezamenlijk op. Hun eerste regeringsjaar moesten ze het bestuur echter nog delen met hun oom, Günther XLII. Vanwege de voortdurende oorlog hielden de drie broers vast aan een gemeenschappelijke regering. Vooral het Unterherrschaft rond de hoofdstad Sondershausen werd zwaar getroffen door inkwartieringen en rondtrekkende en plunderende legers. 
Nadat in 1648 de Vrede van Westfalen was gesloten besloten de broers in 1651 hun graafschap onder elkaar te verdelen. Het graafschap werd in drie delen rond Arnstadt, Ebeleben en Sondershausen verdeeld. De broers moesten loten om welk deel ze zouden krijgen. Anton Günther kreeg Sondershausen en het grootste deel van het Amt Clingen.
Tijdens zijn regering zette Anton Günther zich in voor de wederopbouw van het zwaar getroffen graafschap. Zo liet hij de Trinitatiskirche in Sondershausen opnieuw opbouwen. Anton Günther overleed op 19 augustus 1666.

## Huwelijk en kinderen
Anton Günther I trouwde op 29 oktober 1644 met Maria Magdalena (1622–1689), een dochter van George Willem van Palts-Birkenfeld. Ze hadden tien kinderen:
- Anna Dorothea (1645-1716), getrouwd met Henderik IV van Reuß-Greiz (1650–1686)
- Christiaan Willem (1647-1721), graaf van Schwarzburg-Sondershausen
- Clara Juliana (1648-1739)
- Eleonora Sophia (1650-1718), kanunnikes in Quedlinburg
- Anton Günther II (1653-1716), graaf van Schwarzburg-Arnstadt
- Maria Magdalena (1655-1727)
- George Frederik of Rudolf (1657)
- George Ernst (1658-1659)
- Lodewijk Günther III (1660)
- Johanna Elisabeth (1662-1720)